# Kalopanax pestrý
Kalopanax pestrý (Kalopanax septemlobus), česky též dlanitec pestrý, je druh rostliny z čeledi aralkovité a jediný druh rodu kalopanax. Je to opadavý strom s trnitými větvemi, dlanitě členěnými listy a pětičetnými květy ve vrcholových květenstvích složených z okolíků. Plodem je peckovice. Druh se vyskytuje ve východní Asii. Je zdrojem kvalitního dřeva, má význam v asijské medicíně a pěstuje se jako okrasná dřevina. Lze se s ním setkat i ve sbírkách některých českých botanických zahrad a arboret.

## Popis
Kalopanax pestrý je opadavý, jednodomý strom, dorůstající výšky až 30 metrů a průměru kmene až jeden metr. Větve jsou tuhé, poseté četnými ostrými, plochými trny. Borka je šedá, podélně odlupčivá. Listy jsou jednoduché, střídavé, papírovité, dlanitě laločnaté, dlouze řapíkaté, s 5 až 9 laloky, dlanitou žilnatinou a zubatým okrajem. Často jsou nahloučené na koncích větví. Vyrůstají na dlouhých i krátkých výhonech. Palisty jsou přirostlé k řapíku a mají objímavou bázi. Čepel listů je 9 až 25 cm široká, zašpičatělá, na bázi uťatá až srdčitá, řapík dosahuje délky 8 až 50 cm. Květy jsou drobné, pětičetné, uspořádané ve vrcholových chocholičnatých latách o průměru až 30 cm, složených z dlouze stopkatých, kulovitých okolíků o průměru asi 2 centimetrů. Stopky květů nejsou článkované. Kalich je zakončen 5 drobnými zuby. Koruna je bělavá až nažloutle zelená. Tyčinek je pět a mají fialové prašníky. Semeník je srostlý ze dvou plodolistů. Čnělky jsou na bázi srostlé, na vrcholu dvouklané. Plodem je tmavě modrá, téměř kulovitá, 3 až 5 mm velká dvoupeckovice s dužnatým exokarpem a papírovitým endokarpem (peckou), obsahující dvě plochá semena.

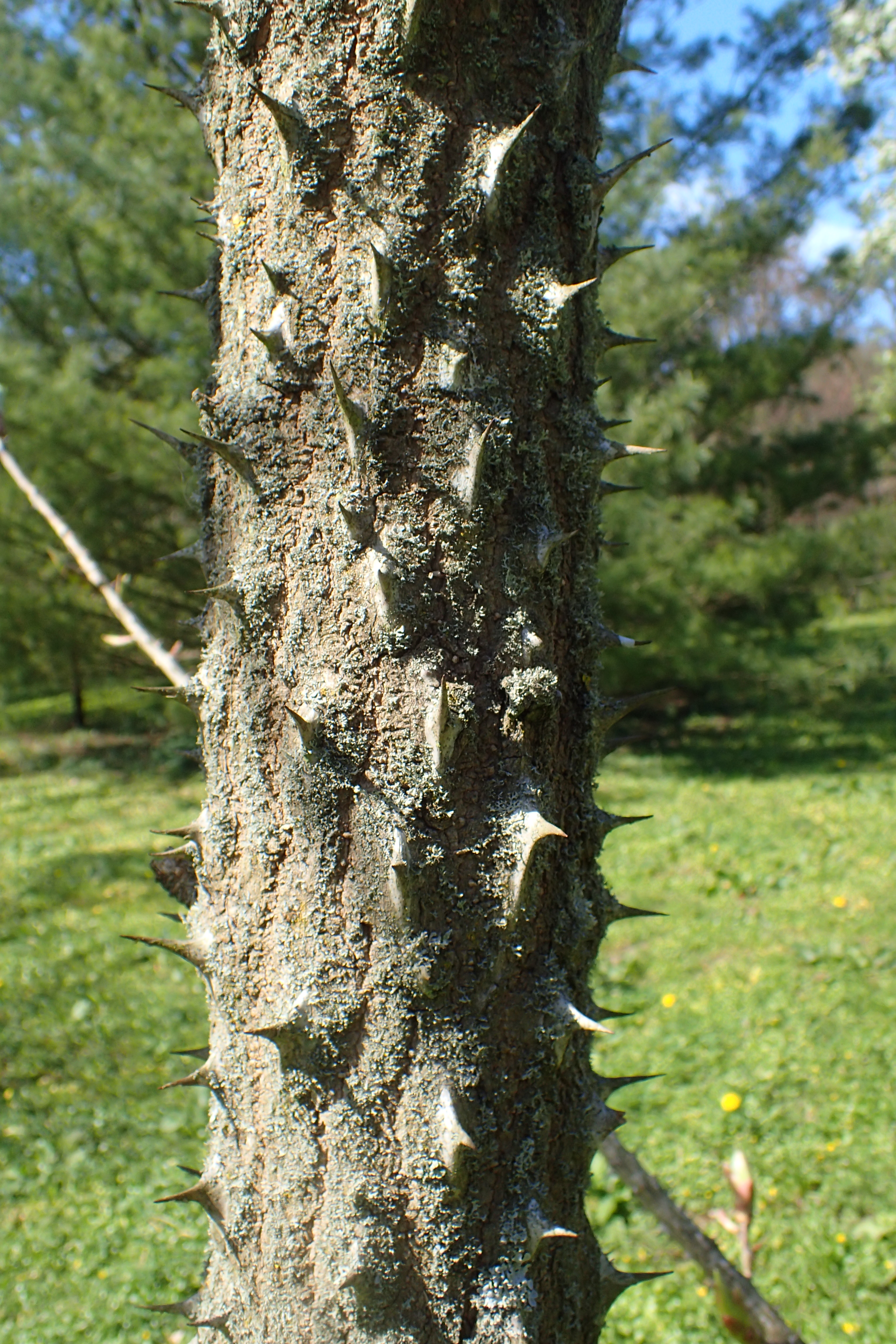
Trny na kmeni kalopanaxu
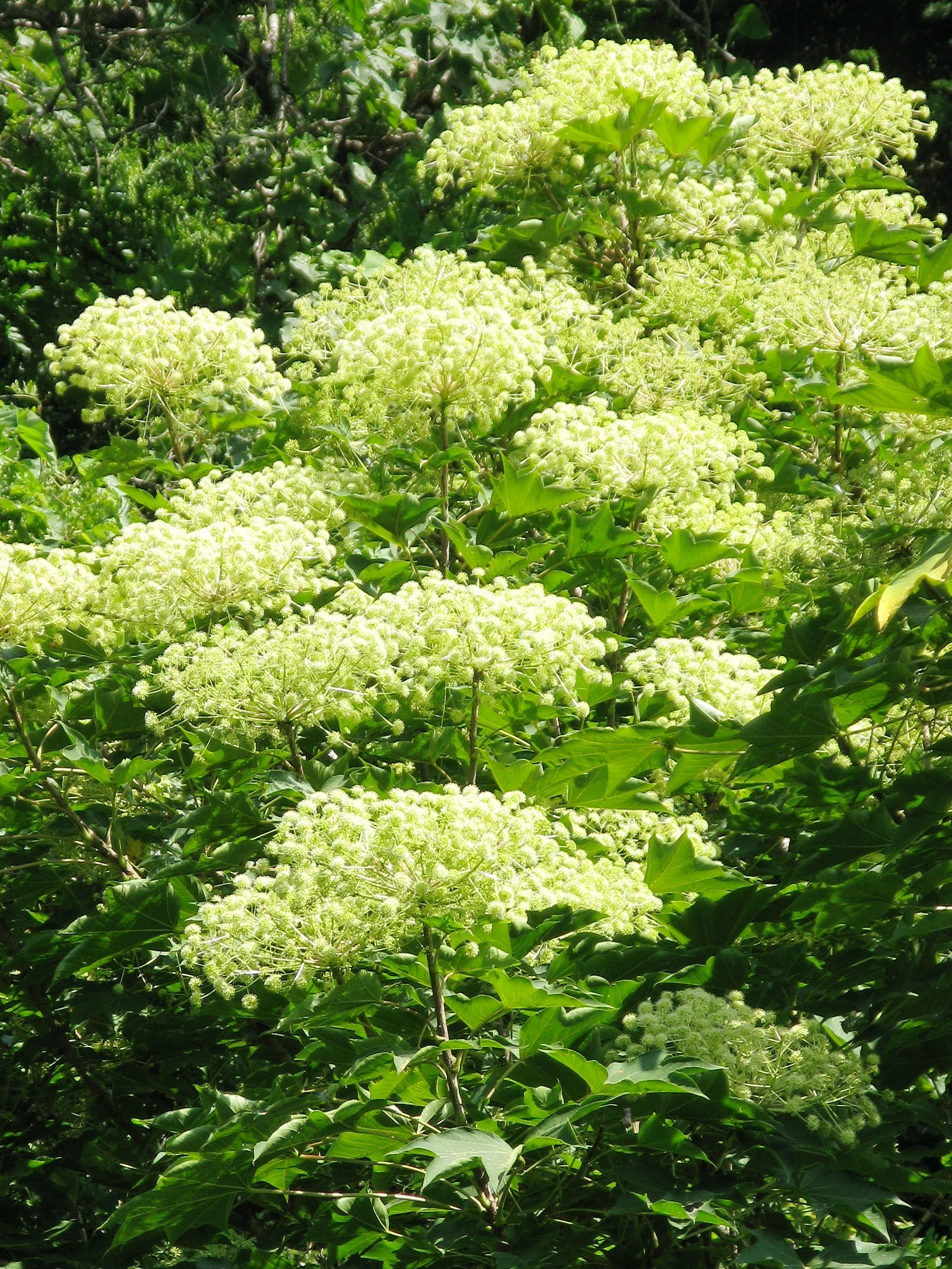
Bohatě kvetoucí kalopanax
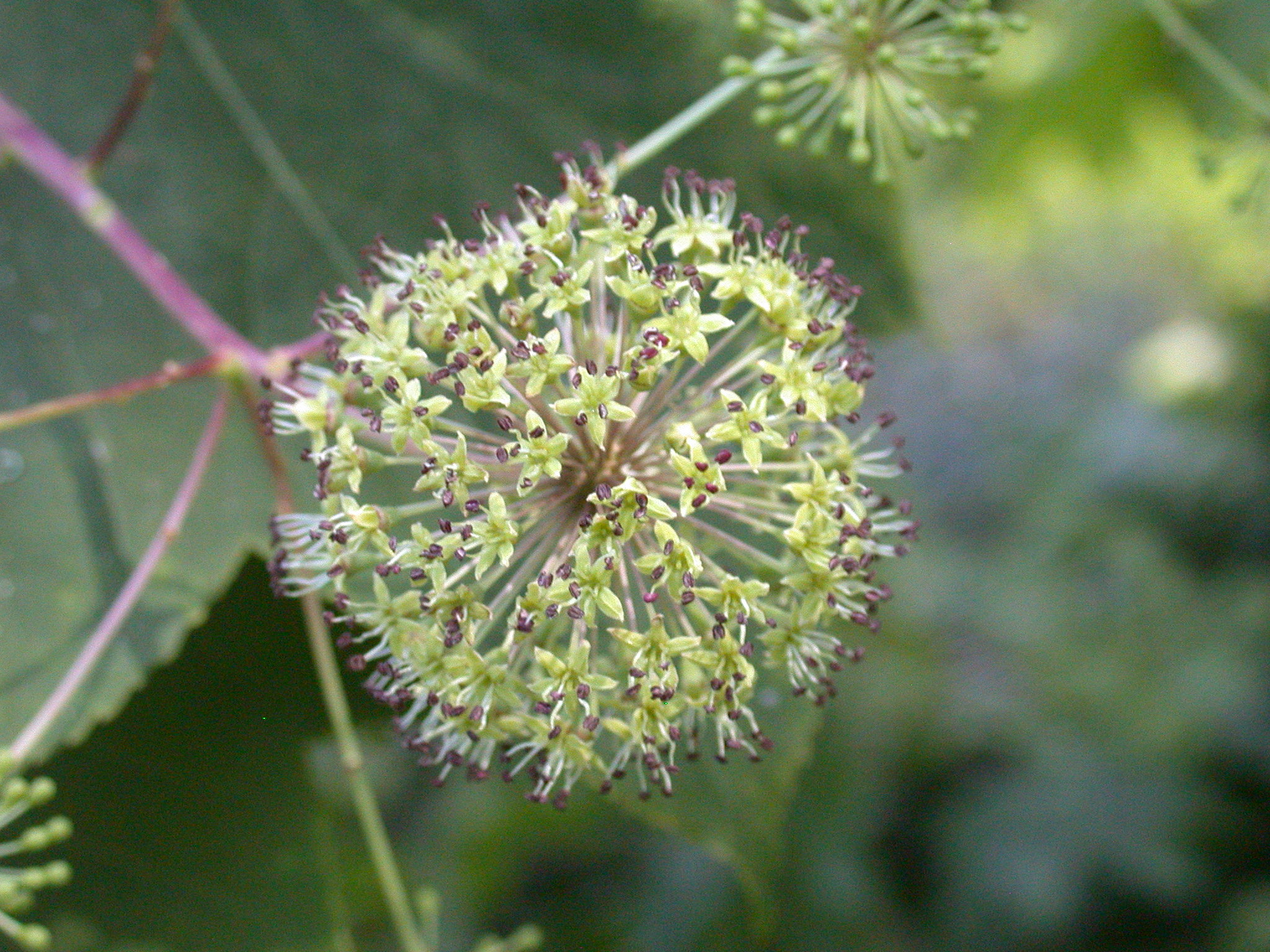
Detail květenství kalopanaxu

## Rozšíření
Druh se přirozeně vyskytuje ve východní Asii. Areál zahrnuje Čínu, Japonsko, Koreu a ruský Dálný východ (Přímořský kraj, Sachalin, Kurilské ostrovy). Roste jako složka listnatých a smíšených lesů v nadmořských výškách od hladiny moře po 2500 metrů. V Japonsku tvoří běžnou součást horských lesů na ostrovech Hokkaidó, Honšú, Kjúšú i Šikoku.

## Obsahové látky
Hlavními účinnými látkami jsou saponiny. Některé tyto látky jsou identické se saponiny izolovanými z eleuterokoku ostnitého nebo akébie pětičetné.

## Taxonomie
Rod Kalopanax je v rámci čeledi Araliaceae řazen do podčeledi Aralioideae a tribu Schefflerae. V minulosti byl spojován s rodem Acanthopanax, který je v současné taxonomii součástí rodu Eleutherococcus.

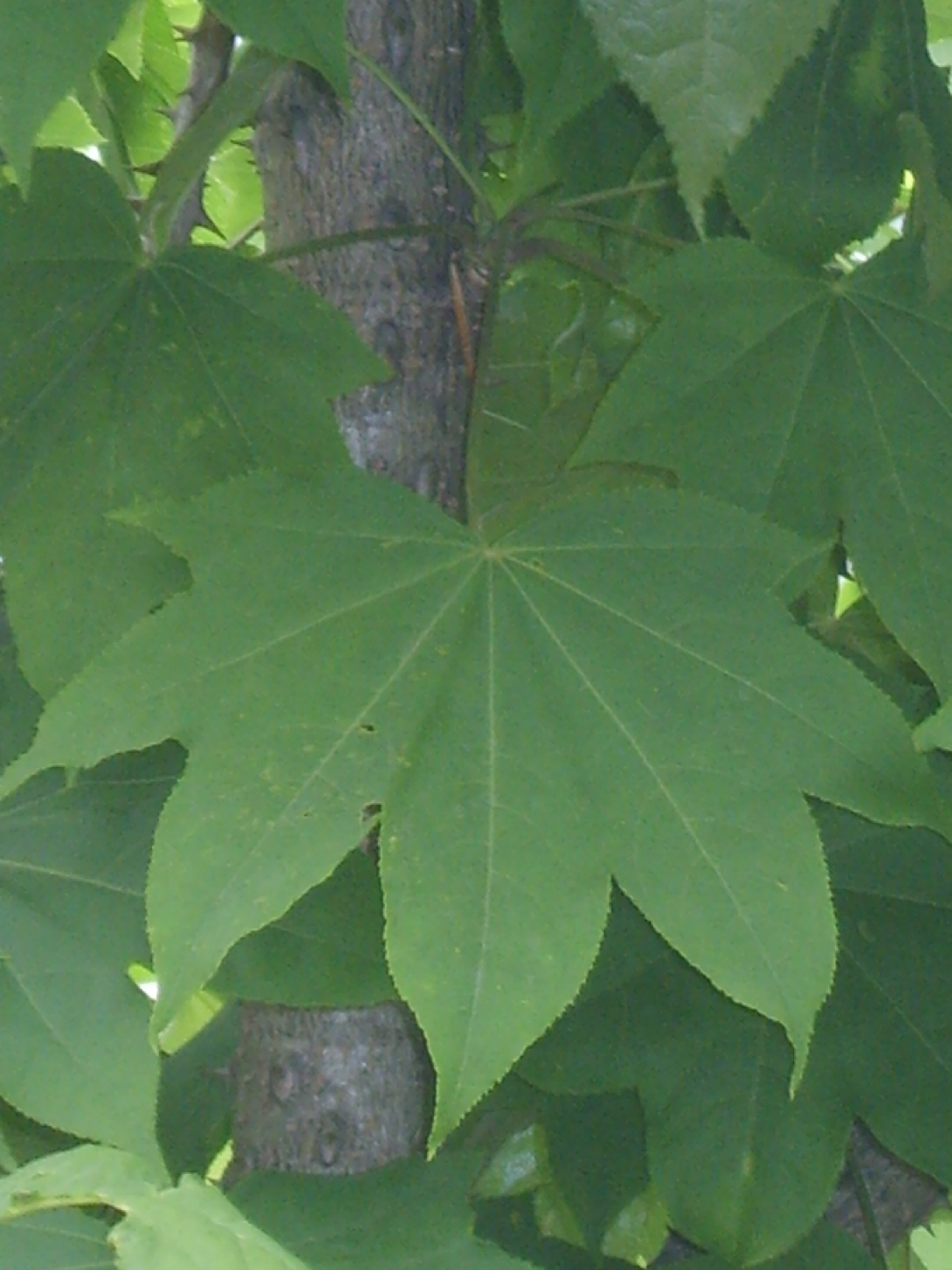
Kalopanax septemlobus var. septemlobus
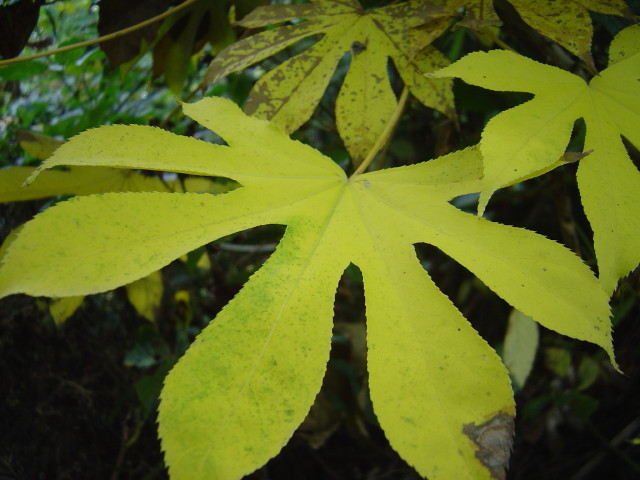
Kalopanax septemlobus var. maximowiczii

## Význam
Kalopanax je pěstován jako okrasná dřevina. V České republice mívá spíše keřovitý vzrůst. Vysazuje se poměrně zřídka a lze se s ním setkat zejména ve sbírkách botanických zahrad a arboret. Je uváděn např. ze sbírek Dendrologické zahrady v Průhonicích, Pražské botanické zahrady v Tróji, Průhonického parku a Arboreta Žampach. Vyžaduje slunné až polostinné stanoviště a výživnou, vlhkou, ale dobře propustnou půdu. Množí se letními bylinnými řízky.
Dřevo kalopanaxu je zlatožluté, měkké a lehké, s jemnou strukturou. Dobře se leští. Používá se zejména na dýhy a k soustružení. Má dobré rezonanční vlastnosti a proto slouží také k výrobě hudebních nástrojů.
Kůra a listy kalopanaxu jsou v Asii používány k léčení kožních chorob a vředů a mají insekticidní účinky.

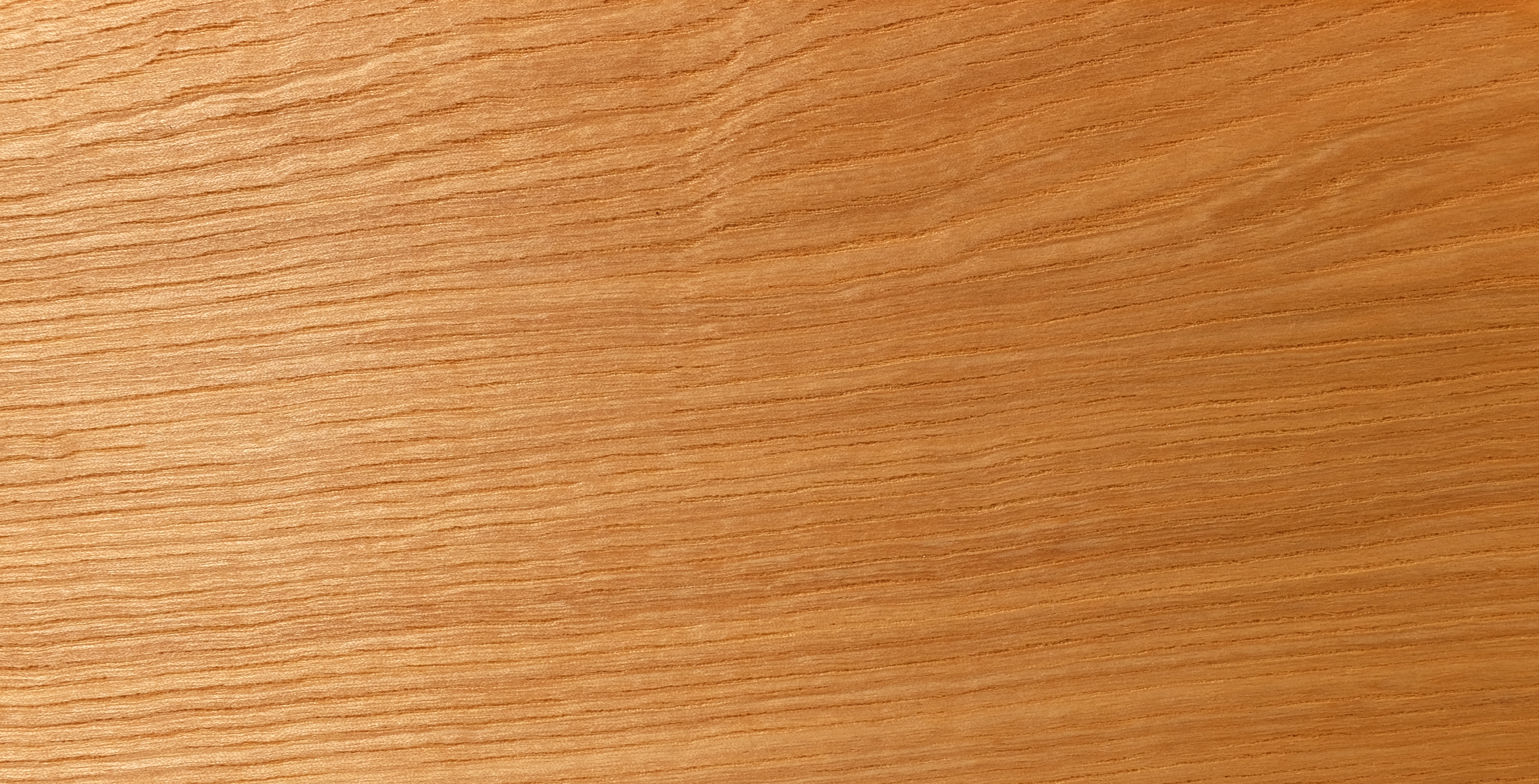
Dřevo kalopanaxu